# Gotthard Schettler
Friedrich Gotthard Schettler (geboren am 13. April 1917 in Falkenstein/Vogtl.; gestorben am 20. April 1996 in Heidelberg) war ein deutscher Internist und Hochschullehrer.

## Leben
Gotthard Schettler war Sohn eines Lehrers. Er wurde nach der Reifeprüfung 1936 zum Reichsarbeitsdienst eingezogen. Ab 1937 studierte er an der Universität Jena, der Universität Leipzig, der Universität Wien und der Eberhard Karls Universität Tübingen Medizin. Er meldete sich 1941 als Kriegsfreiwilliger zur Luftwaffe (Wehrmacht), schied aber wegen einer Verwundung aus. Im selben Jahr trat er in die Nationalsozialistische Deutsche Arbeiterpartei ein. Im Nationalsozialistischen Deutschen Studentenbund wurde er Gaustudentenführer im Gau Thüringen. 1942 wurde er in Tübingen zum Dr. med. promoviert. Über seine Entnazifizierung ist nichts bekannt.
1950 habilitierte er sich in Tübingen. Er ging an die Philipps-Universität Marburg, die ihn 1955 zum apl. Professor ernannte. 1956 wurde er Leiter des Krankenhauses Bad Cannstatt und Lehrbeauftragter der Universität Tübingen. Seit 1961 an der Freien Universität Berlin, folgte er 1963 dem Ruf der Ruprecht-Karls-Universität Heidelberg auf den Lehrstuhl für Innere Medizin im Universitätsklinikum Heidelberg. Zugleich leitete die Ludolf-Krehl-Klinik. 1986 emeritiert, war er vier Jahre lang Präsident der Heidelberger Akademie der Wissenschaften.
Schettler war ein Forschungspionier der Atherosklerose. Er war auch ärztlicher Gutachter bei Wiedergutmachungsanträgen von Opfern des Nationalsozialismus. „Obschon Schettler eine Anerkennung der Arteriosklerose als Versorgungsleiden bei Heimkehrern aus der Kriegsgefangenschaft befürwortete, lehnte er gleichlautende Ansprüche von NS-Verfolgten in seinen Gutachten in der Regel ab.“ Er gehörte dem Deutschen Senat für ärztliche Fortbildung der Bundesärztekammer an. 1977–1985 amtierte er als Präsident der Internationalen Arteriosklerosegesellschaft.
Schettler war Schwiegervater des Paraplegiologen Hans Jürgen Gerner.

## Ehrungen
- Ehrendoktor
  - Technische Universität München, Dr.-Ing. E. h. (1973)
  - Universität Hiroshima (1973)
  - The University of Edinburgh (1978)
  - Universität Padua (1983)
  - Universität Montpellier (1984)
  - Freie Universität Berlin (1986)
  - Semmelweis-Universität (1987)[6]
- Ehrenprofessor der Universität Wuhan (1992)
- Akademiemitglied
  - Königlich Schwedische Akademie der Wissenschaften (1971)
  - New York Academy of Sciences (1971)
  - Deutsche Akademie der Naturforscher Leopoldina (1971)
  - Heidelberger Akademie der Wissenschaften
- Verdienstorden der Bundesrepublik Deutschland
  - Verdienstkreuz 1. Klasse (1973)
  - Großes Verdienstkreuz (1981)
  - Großes Verdienstkreuz mit Stern (1991)
- Gustav-von-Bergmann-Medaille (1996)
- Heinrich-Wieland-Preis (1989)
- Verdienstorden des Landes Baden-Württemberg (1991)
- Paracelsus-Medaille (1991)
- (Lilly and Sven) Thureus-Preis der Königlichen Gesellschaft der Wissenschaften in Uppsala (1974)

### Fachgesellschaften
- Präsident der Deutschen Gesellschaft für Innere Medizin (1971/72)
- Korrespondierendes Mitglied der Gesellschaft der Ärzte in Wien
- Ehrenmitglied 
  - Arteriosklerosegesellschaften Italiens, Japans und Ungarns
  - Portugiesische Gesellschaft für Kardiologie

### Namensgeber
- Gotthard-Schettler-Klinik in Bad Schönborn
- Ehrenbürger von Falkenstein (1992)[7]
- Anlässlich seines 100. Geburtstages (2017) benannte Falkenstein eine Turnhalle als „Gotthard Schettler Sporthalle“.[8] Der Stadtrat hatte die öffentlich einsehbaren Nachweise seiner Tätigkeit als NSDAP-Funktionär ignoriert.[9][10] Im Dezember wurde der Schriftzug an der Turnhalle nach wochenlangem Streit wieder entfernt.[11]

## Schriften (Auswahl)
- Alterskrankheiten. 2. Auflage. Thieme, Stuttgart 1972.
- Der Mensch ist so jung wie seine Gefäße. Arteriosklerose, Herzinfarkt, Schlaganfall, Durchblutungsstörungen. Entstehung, Risiken, Vorbeugung, Behandlung. Piper, München 1982; zuletzt, mit Hubert Mörl: 5. Auflage. Piper, München 1991.
- mit Jochen Vogel: Lipidspeicherkrankheiten. Thieme, Stuttgart 1987.
- mit Leonore Arab-Kohlmeier, Wolfgang Sichert-Oevermann: Eisenzufuhr und Eisenstatus der Bevölkerung in der Bundesrepublik Deutschland. Springer, Berlin 1989, ISBN 3-540-51622-0.
- Erlebtes und Erdachtes. 50 Jahre Arzt, Wissenschaftler und Hochschullehrer. Ullstein Mosby, Berlin 1993.

## Herausgaben
- Innere Medizin. Ein kurzgefaßtes Lehrbuch. 2 Bände. Thieme, Stuttgart 1969; 5. Auflage Stuttgart / New York 1980; 9. Auflage, mit Heiner Greten, Stuttgart 1998, ISBN 3-13-552209-1.
- Das Klinikum der Universität Heidelberg und seine Institute. Ein Bericht der Klinik- und Abteilungsdirektoren zur Geschichte und den Aufgaben der Kliniken und Institute am Klinikum der Ruprecht-Karls-Universität Heidelberg, vorgelegt zum 600 jährigen Jubiläum der Universität. Springer, Berlin 1986.